# Манчини, Франческо (композитор)
Франче́ско Манчи́ни (итал. Francesco Mancini; 16 января 1672, Неаполь — 22 сентября 1737, там же) — неаполитанский композитор.

## Биография
Франческо Манчини родился 16 января 1672 года в Неаполе в семье органиста Николы Манчини и его жены Ипполиты Скуиллаче; вероятно, первые уроки музыки получил от отца. После ранней смерти отца в 1680 году находился под попечением деда с отцовской стороны Джузеппе, благодаря усилиям которого в 1688 году поступил на учёбу в неаполитанскую консерваторию Пьета-дей-Туркини, где его учителями были Франческо Провенцале и Дженнаро Урсино. Окончил обучение в 1694 году, после чего на протяжении по меньшей мере шести лет работал органистом при консерватории. С 1700 или 1702 года — органист при королевской капелле Неаполя, с 1704 года — старший органист. Одновременно с этим, не позднее, чем с 1696 года начал писать оперы, которые с успехом ставились различными театрами итальянских городов — Неаполя, Рима, Палермо, Флоренции, Урбино.
Когда в 1707 году австрийские войска заняли Неаполь, Манчини присоединился к проавстрийской партии и написал Te Deum в честь новых властей. Воспользовавшись отсутствием в городе капельмейстера королевской капеллы Алессандро Скарлатти, он занял его место. После возвращения Скарлатти уступил ему должность, но сохранил за собой место второго капельмейстера и жалование в 35 дукатов, полагавшиеся капельмейстеру. В 1720 году был избран директором консерватории Санта-Мария-ди-Лорето. В 1725 году , после смерти Скарлатти снова возглавил королевскую капеллу. После того, как в 1734 году власть в Неаполе перешла от австрийцев Бурбонам, Манчини тут же перешёл на их сторону и написал ещё один Te Deum и сохранил должность капельмейстера Королевской капеллы.
В 1735 году в результате сердечного приступа остался парализован. Скончался в Неаполе 22 сентября 1737 года.

## Сочинения
Франческо Манчини автор большого количества сочинений как религиозного, так и светского характера:

### Оперы
- Il nodo sciolto e ligato dall’affetto, o vero L’obligo e l disobligo vinti d’amore (1696, Рим)
- Arivisto (1702, Неаполь)
- Silla (1703, Неаполь)
- La costanza nell’honore (1704, Неаполь)
- Gli amanti generosi (1705, Неаполь)
- La serva favorita (1705, Неаполь)
- Alessandro il grande in Sidone (1706, Неаполь)
- Turno Aricino (1708, Неаполь)
- Artaserse (1708, Неаполь)
- L’Engelberta, o sia La forza dell’innocenza (1709, Неаполь)
- L’Idaspe fedele, также Hydaspes (1710, Лондон)
- Mario fuggitivo (1710, Неаполь)
- Abdolomino (10 арий; 1711, Неаполь)
- La Semele (1711, Пьедимонте-Матезе)
- Selim re d’Ormuz (1712, Неаполь)
- Agrippina (16 арий; 1713, Неаполь)
- Artaserse re di Persia (14 арий; 1713, Неаполь)
- Il gran Mogol (1713, Неаполь)
- Il Vincislao (1714, Неаполь)
- Alessandro Severo (1718, Рим)
- La fortezza al cimento (1721, Неаполь)
- Il Trajano (1723, Неаполь)
- Colombina e Pernicone (интермедия к предыдущей опере)
- L’Oronta (1728, Неаполь)
- Il Cavalier Bardone e Mergellina (интермедия к предыдущей опере)
- Il ritorno del figlio con l’abito più approvato (несколько арий, пастиччо; 1730, Прага)
- Alessandro nell’Indie (1732, Неаполь)
- La Levantina (Eurilla e Don Corbolone) (интермедия к предыдущей опере; 1732, Неаполь)
- Don Aspremo (13 арий; 1733, Неаполь)
- Demofoonte (6 арий; в соавторстве с Доменико Сарро и Леонардо Лео; 1735, Неаполь)

#### Авторство не подтверждено
- Alfonso (1697, Неаполь)
- Il Cavalier Brettone (интермедия, 1720, Неаполь)

### Другие сочинения светского характера
- Cara mura adorate (серенада; 1702)
- Il giorno eterno (серенада; 1708, Неаполь)
- Amore nel cuore di Partenope (серенада; 1708, Неаполь)
- Dafne in alloro (кантата; 1716, Неаполь)
- Cori per il Maurizio (1729, Неаполь)
- Mentre in dolce riposo (серенада)
- Nell’ore più quiete (серенада)
- Более 200 других кантат

### Оратории
- Dolorose Canzoni' (1698, Неаполь)
- L’amor divino trionfante nella morte di Cristo (1700, Неаполь)
- La notte gloriosa (1701, Неаполь)
- La nave trionfante sotto gli auspici di Maria Vergine (1701, Палермо)
- L’Arca del Testamento in Gerico (1704, Неаполь)
- Gli sforzi della Splendidezza e della Pietà (1707, Палермо)
- Il genere umano in catene (1708, Сиена)
- Il Giuseppe venduto (1711, Палермо)
- Il sepolcro di Cristo Signor nostro (1713, Неаполь)
- Il sepolcro di Cristo fabbricato dagli Angeli (1716, Флоренция)
- La caduta di Gerico (1721, Лукка)
- Il zelo animato, ovvero Il gran profeta Elia (1733, Неаполь)

### Другие сочинения религиозного характера
- Различные кантаты, мессы, мотеты, магнификаты, вечерни и псалмы

### Инструментальная музыка
- 2 токкаты для цимбал (1716)
- 12 соло для флейты, клавесина и скрипки (1724, Лондон)
- 10 сонат для квартета: флейты, скрипки, виолончели и баса
- 2 сонаты для квинтета: флейты, скрипки, виолы, виолончели и баса